# The Scarlet Streak
The Scarlet Streak é um seriado estadunidense de 1925, gênero ação, dirigido por Henry MacRae, em 10 capítulos, estrelado por Jack Dougherty e Lola Todd. Produzido e distribuído pela Universal Pictures, veiculou nos cinemas estadunidenses entre 14 de novembro de 1925 e 8 de fevereiro de 1926. Foi baseado na história "Dangers of the Deep", de Leigh Jacobson.
Este seriado é considerado perdido.

## Elenco
- Jack Dougherty - Bob Evans (creditado Jack Daugherty)
- Lola Todd - Mary Crawford
- John Elliott - Professor Richard Crawford
- Albert J. Smith - Conde 'K' (creditado Al Smith)
- Albert Prisco - Monk
- Virginia Ainsworth - Leontine
- Monte Montague - Butler

## Capítulos
1. The Face in the Crowd. 14Nov25
2. Masks and Men. 17Nov25
3. The Rope of Hazard. 20Nov25
4. The Death Ray. 24Dez25
5. The Lost Story. 24Dez25
6. The Plunge of Peril. 24Dez25
7. The Race of Terror. 16Jan26
8. The Cable of Courage. 22Jan26
9. The Dive of Death. 30Jan26
10. Universal Peace. 8Fev26